# 1919
1919 (MCMXIX) var ett normalår som började en onsdag i den gregorianska kalendern och ett normalår som började en tisdag i den julianska kalendern.

## Händelser

### Januari
- 1 januari
  - Rosa Luxemburg och Karl Liebknecht bildar Tysklands kommunistiska parti i Berlin.[1]
  - I Norge ändras beteckningen för regionala förvaltningsområdena namn från "amt" till "fylke".[2]
  - I Sverige får Boden, Ludvika och Tranås stadsrättigheter.[3]
- 2 januari – Ett antibrittiskt uppror bryter ut på Irland.
- 4 januari – Första numret av Norrländska Socialdemokraten (eller NSD) ges ut.
- 5 januari
  - Spartakistupproret börjar i Berlin, men slås ner.[3]
  - Sovjetrepubliken Litauen (även inkluderande Vitryssland) utropas.
  - Tyska arbetarpartiet (från 1921 Nationalsocialistiska Tyska Arbetarpartiet) bildas.
- 13 januari – Spartakistupproret över.[4]
- 15 januari – Karl Liebknecht och Rosa Luxemburg mördas av tyska frikårer, utsända av det tyska socialdemokratiska partiet.[4]
- 18 januari – Fredskonferensen i Paris inleds.
- 21 januari – På grund av oroligheterna i Berlin beslutar Tysklands regering att nationalförsamlingen i fortsättningen skall träffas i Weimar.[3]
- 31 januari – I Stockholm bildas Svenska Föreningen för Nationernas förbund.[5]

### Februari
- 6 februari – Den nyvalda tyska nationalförsamlingen inleder sitt arbete med att lagstifta om ett nytt styrelseskick för Tyska riket. Mötet hålls i Weimar på grund av oroligheter i Berlin.
- 10 februari – Inter-Allied Women's Conference öppnar i Paris.
- 12 februari – Finlands riksföreståndare, general Gustaf Mannerheim anländer på officiellt statsbesök i Sverige. Han välkomnas inte av arbetarrörelsen[3] då generalen på Stockholms gator möter cirka 2 000 arbetare som demonstrerar mot "regeringens oförsynta tilltag att inbjuda arbetarbödeln".
- 13 februari – Tysklands nationalförsamling i Weimar utser socialdemokraten Philipp Scheidemann till den tyska republikens första kansler, och han skall leda en mittenkoalition.[3]

### Mars

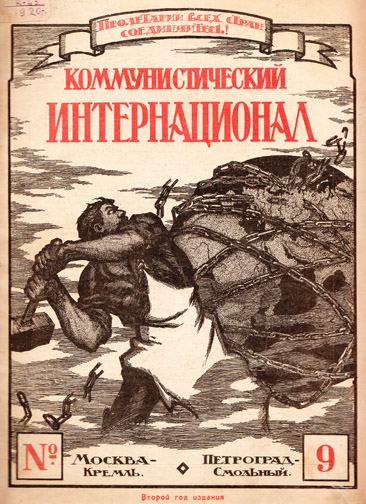
Tredje internationalen

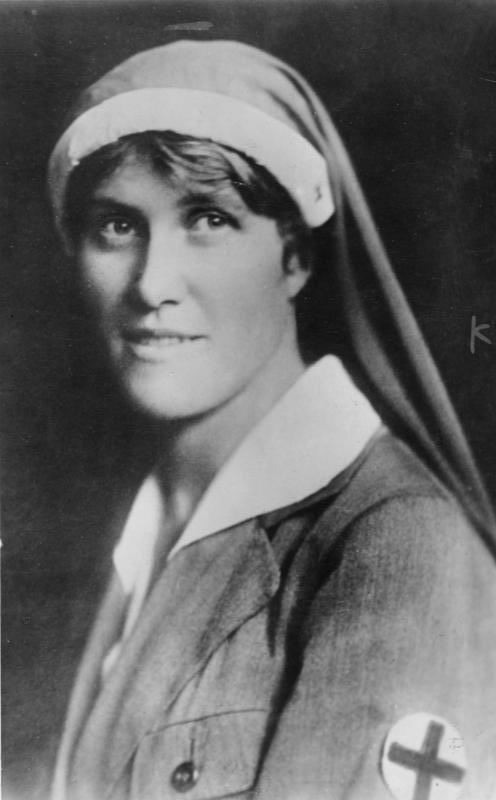
Elsa Brändström

- 1 mars – Föreningen Norden, för ökat nordiskt samarbete, bildas.[6]
- 3 mars – Marsoroligheterna i Berlin inleds med en generalstrejk. Försvarsministern och överbefälhavaren Gustav Noske svarar med att utlysa belägringstillstånd och omkring 1 200 personer dödas i de följande dagarnas oroligheter.
- 4 mars – Komintern bildas vid en kongress i Moskva.[3]
- 12 mars – Elsa Brändström, som kallas "Sibiriens ängel" får Röda korsets guldmedalj för sina insatser för krigsfångar i Ryssland.[6]
- 15 mars – Sverige utser bland andra socialdemokraten Hjalmar Branting och liberale riksdagsledamoten Theodor Adelswärd till konferensen i Paris om Nationernas förbund.[6]
- 18 mars – Den spanska fotbollsklubben Valencia CF bildas.
- 21 mars – Det ungerska proletariatet tar makten och grundar en rådsrepublik under Bela Kuns ordförandeskap.[1]
- 23 mars – Benito Mussolini bildar ett kampförbund i Milano och den italienska fasciströrelsen skapas.[3]

### April

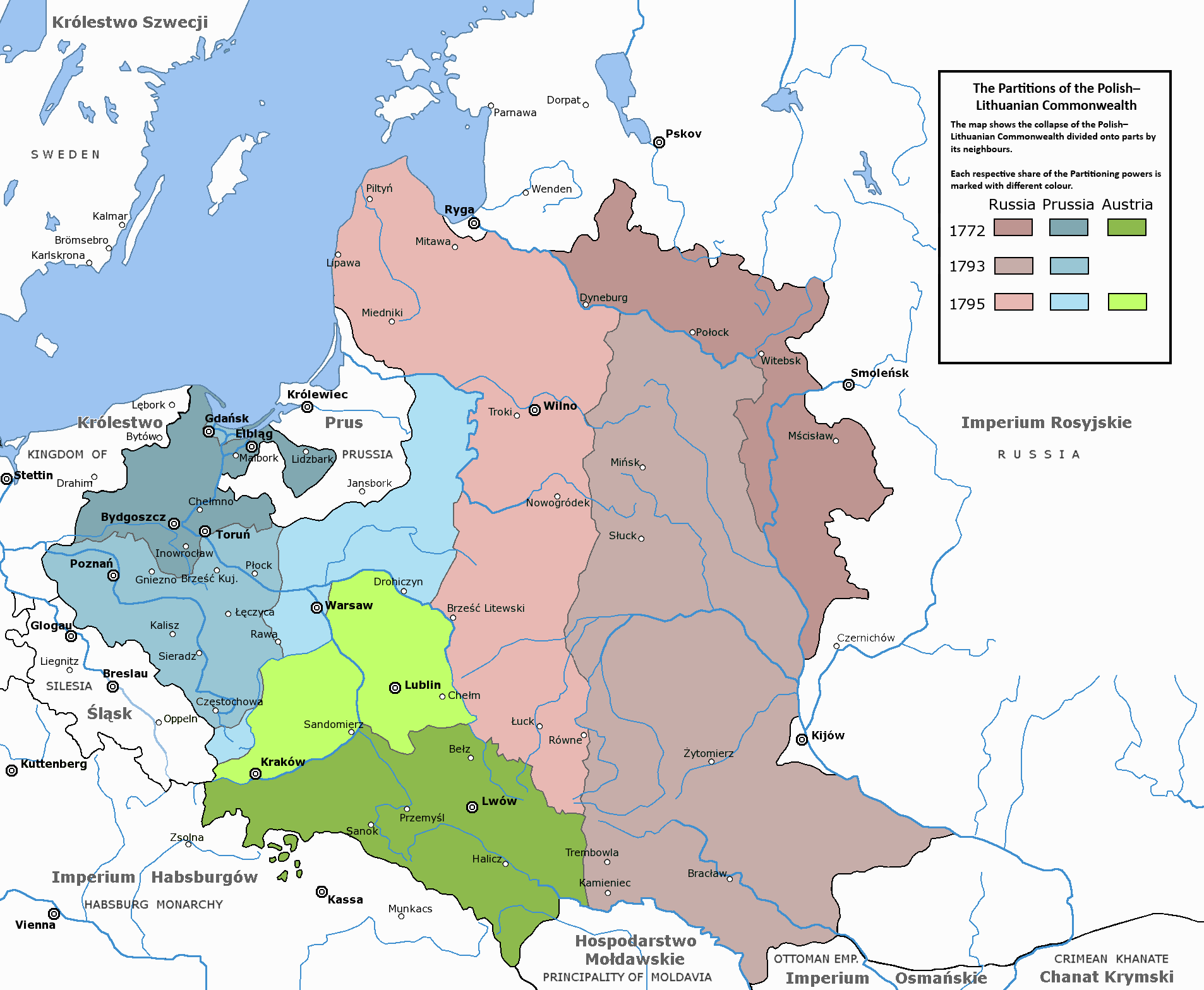
Polsk-sovjetiska kriget 1919–1921

- 7 april – Bayerska rådsrepubliken upprättas.
- 13 april – 379 människor dödas och över 1 000 skadas sedan brittisk militär under general Reginald Dyer öppnat eld mot civila demonstranter i Amritsar i provinsen Punjab i nordvästra Indien.[1] Massakern blir upptakten till den indiska ohörsamhetsrörelsen som leds av Mahatma Gandhi.
- 14 april
  - Gregorianska kalendern införs i Rumänien.[7]
  - Sveriges regering godkänner att Svenska Röda Korset får ta emot 2 000 krigsbarn under svenska sommaren 1919.[6]
- 17 april – Charlie Chaplin, Douglas Fairbanks, Mary Pickford och D.W. Griffith bildar det amerikanska filmbolaget United Artists.[3]
- 25 april – Bauhausskolan för arkitektur och design grundas i Weimar av arkitekten Walter Gropius.[1]
- April – Polsk-ryska kriget bryter ut.

### Maj
- 2 maj – Bayerska rådsrepubliken krossas.
- 14 maj – Flygpionjären Enoch Thulin omkommer vid en flygolycka i samband med en uppvisningsflygning i Landskrona.[8]
- 19 maj – Rädda Barnen stiftas i London.
- 22 maj – Prinsessan Margaretha gifter sig med prins Axel av Danmark. Bröllopet äger rum i Storkyrkan i Stockholm i närvaro av medlemmar ur svenska och danska kungahusen.
- 24 maj – I Sveriges riksdags första kammare och andra kammare antas rösträttsreformen första gången (andra gången 26 januari 1921). Reformen ger alla män och kvinnor som fyllt minst 23 år rösträtt.[6] Den kvinnliga rösträtten träder inte i kraft förrän 1921 då den förutsätter en grundlagsändring.
- 25 maj
  - 16 000 personer dödas i vulkanutbrott på Java.[1]
  - Lektor Ernst Wigforss lägger fram ett svenskt socialdemokratiskt handlingsprogram med omfattande sociala reformer och socialiseringar.[9]
- 29 maj – Albert Einsteins allmänna relativitetsteori prövas och bekräftas av Arthur Eddington som observerade en total solförmörkelse i Principe, och av Andrew Crommelin i Sobral, Ceará, Brasilien.[10]

### Juni
- Juni – USA drar tillbaka sina soldater från Vladivostok, Ryssland.[11]
- 4 juni – Folkhushållningskommissionen i Sverige upplöses.[12]
- 14 juni – Ett Curtissplan från amerikanska flottan landar i Lissabon. Den första flygningen över Atlanten har genomförts.

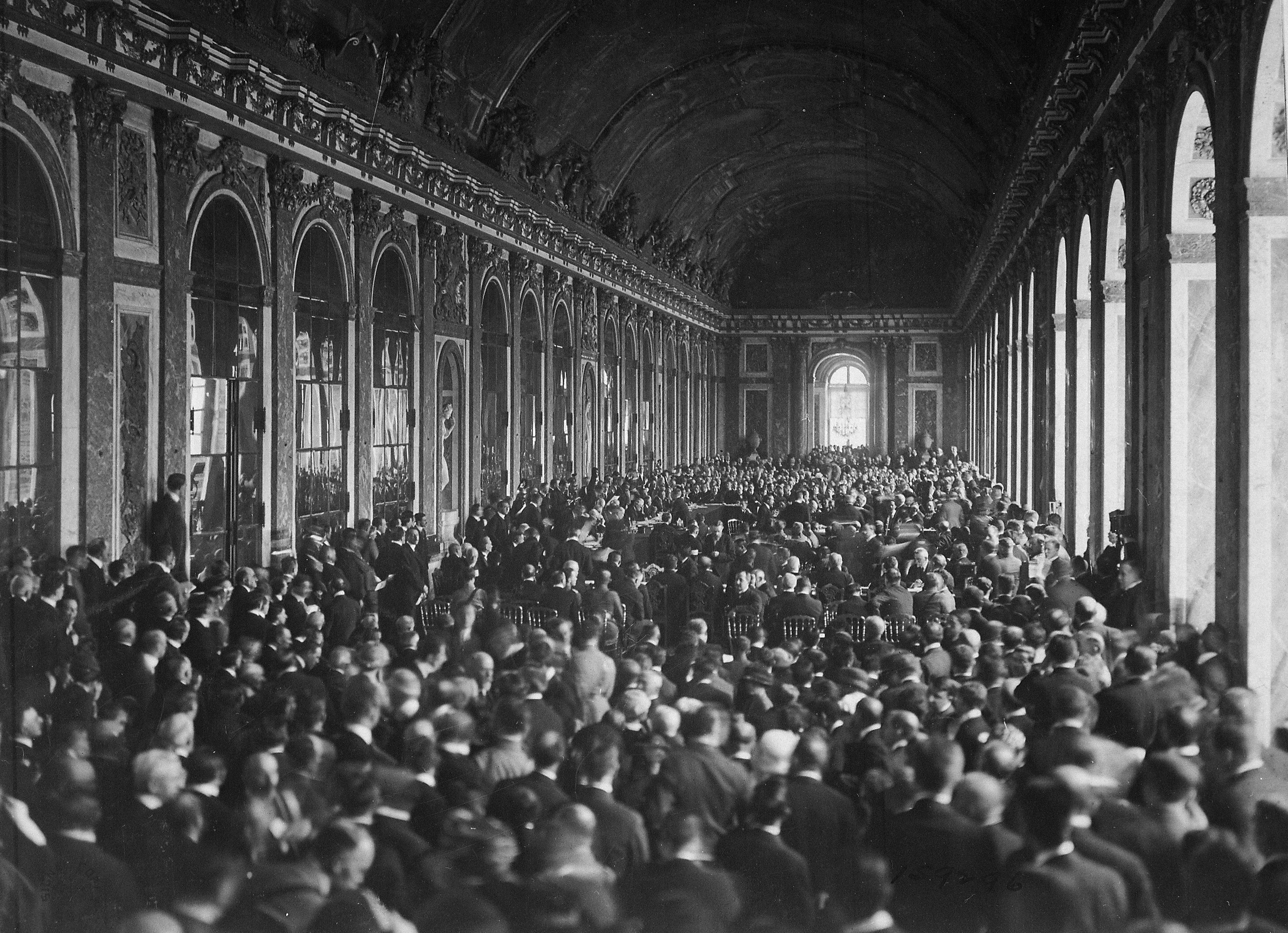
Versaillesfreden.

- 21 juni – Det amerikanska luftskeppet Wingfoot Air Express fattar eld i Chicagos innerstad. Två passagerare, en besättningsman och 10 på marken dödas. Två personer lyckas dock rädda sig med fallskärm.[13]
- 28 juni – Versaillesfreden undertecknas, vilken officiellt avslutar första världskriget för Tysklands del. Tyskland tvingas betala stora krigsskadestånd, och fråntas alla sina europeiska besittningar.[3]

### Juli
- 1 juli – Den svenska legostadgan för tjänstefolk från 1833 ändras. Det är inte längre straffbart att lämna sin tjänst under kontraktstiden.[9]
- 4 juli – Jack Dempsey, USA besegrar titelförsvararen Jess Willard på TKO i Toledo, Ohio och blir ny världsmästare i tungviktsboxning.[3]
- 19 juli – Demokratiska republiken Azerbaijdzjans utrikesministerium grundas.[14]
- 25 juli – Juristen Kaarlo Juho Stålberg besegrar motkandidaten Gustaf Mannerheim och väljs till Republiken Finlands förste president.[3]
- 27 juli – Raskravaller i Chicago när en svart pojke drunknar efter att ha utsatts för stenkastning av vita män. Under några dagar dödas 38 människor och över 500 skadas.[15]
- 31 juli – Med röstsiffrorna 265-75 antar Tysklands parlament en ny, demokratisk konstitution.[3]

### Augusti
- Augusti – USA tar hem de flesta soldater man 1917 skickade till Kuba. Två kompanier stannar dock vid Camagüey.[11]
- 1 augusti – Rumänska trupper ockuperar Budapest och gör därmed slut på Béla Kuns kommunistiska republik.
- 4 augusti – Ryssligan i Stockholm åker fast för tre brutala mord på misstänkta bolsjevikagenter.[1]
- 13 augusti – Den sista svenska kristidsransoneringen - av bröd - upphör.[9]
- 13 augusti – Idrottsföreningen Leksands IF bildas.
- 22 augusti – Ukrainas nationalistarmé mördar 5 000 judar.[1]
- 29 augusti – AB Elektrolux bildas genom sammanslagning av Elektromekaniska AB och AB Lux.[9] Huvudägare är Axel Wenner-Gren.
- 31 augusti
  - Bolsjeviker plundrar Sveriges konsulat i Moskva.[6]
  - Sverige avskaffar sin sista kristidsransonering, brödransoneringen.[1]

### September

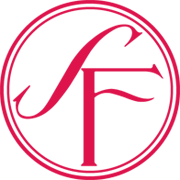
Svensk Filmindustri.

- 1 september – En trådlös radiotelefon förevisas på Telegrafverket i Stockholm.[9]
- 8–12 september – USA skickar soldater till Honduras för att upprätta en neutral zon under det att ett revolutionsförsök pågår.[11]
- 10 september – Saint-Germain-freden, där Österrike reduceras till en liten tyskspråkig stat, sluts.
- 18 september – AB Svensk Filmindustri (SF) bildas genom sammanslagning av Svenska Bio och Filmindustri AB Skandia.[9]
- 22 september – Mauritz Stillers film Herr Arnes penningar efter Selma Lagerlöfs roman med samma namn har premiär.[9]
- 29 september – Sveriges riksdag antar lagen om åtta timmars arbetsdag för industrin.[9] Högern och bondepartierna röstar emot.[6] Arbetsveckan blir 48 timmar.

### Oktober
- 1 oktober
  - Nöjesskatten träder i kraft i Sverige. (Avskaffas 1963).
  - Danmark får lag om processrätt - Retsplejeloven.
- 2 oktober – USA:s president Woodrow Wilson drabbas av ett slaganfall. Wilson blir delvis förlamad, sängbunden och isolerad i flera veckor och återhämtar sig aldrig helt. Frun Edith assisterar honom i den dagliga ämbetsutövningen under sjukdomen, då vicepresident Marshall aldrig formellt övertar presidentämbetet.
- 8 oktober – Det stora tyska luftskeppet Bodensee, med 55 passagerare flyger Berlin–Stockholm på sju timmar[9] och landar på Gärdet. Detta är det första luftskeppet i Sverige.
- 12 oktober – Förre korpralen Adolf Hitler håller ett anförande på ett av Tyska Arbetarpartiets möten på en ölstuga i München. Talet imponerar på partiets grundare Anton Drexler. Hitler väljs några veckor senare in i partiet som medlem nr. 7.
- 30 oktober – Hjalmar Bergman utger romanen Markurells i Wadköping.[9]
- 31 oktober
  - Danmark inför lika lön för män och kvinnor i statlig tjänst.[4]
  - I Sverige fastställs den svenska folkskolans nya undervisningsplan "UPL 1919", som bland annat avskaffar katekesundervisningen.[16] UPL 1919 träder i kraft höstterminen 1920 och har en treårig övergångstid. UPL 1919 blir populär bland de flesta av folkskollärarna. Småskolan och den egentliga folkskolan i Sverige samordnas samtidigt till en enhetlig sexårig skola.

### November
- 5 november – Svenska Rädda barnen bildas på initiativ av bland andra Anna Branting (Hjalmar Brantings fru) och författarna Ellen Key, Marika Stiernstedt och Elin Wägner.[3] Organisationen blir en del av en större organisation i flera europeiska länder.[9]
- 7 november – SÖ inrättas i Sverige och får ansvar för folkskolorna och läroverken.[6]
- 15 november – Evert Taubes första vissamling,[9] Sju sjömansvisor och Byssan lull, utkommer.
- 27 november – Neuillyfreden där Bulgarien avträder områden till Rumänien, Jugoslavien och Grekland, sluts.

### December
- 1 december – En direkt telefonförbindelse mellan Sverige och Tyskland upprättas[9] (Stockholm–Berlin).

### Okänt datum
- USA skickar på Italiens begäran soldater till Trau, Dalmatien för stoppa bråk mellan serber och italienare.[11]
- USA skickar slagskeppet USS Arizona (BB-39) till Osmanska riket för att skydda USA:s konsulat under Greklands ockupation av Konstantinopel.[11]
- Kvinnoorganisationen Shin-fujin kyokai bildas i Japan.
- Johan Andersson blir partiledare för Bondeförbundet
- Systembolaget får monopol på spritförsäljning till privatpersoner i Sverige.
- Genom Verkstadsföreningens (1917) och Centrala Arbetsgivareförbundets anslutning till SAF blir detta nu en direkt motpart mot LO.
- Den svenska försvarskommissionen avger förslag om vissa begränsningar av de militära utgifterna.
- Sveriges första kvinnliga arkitekt, norskfödda Anna Mohr, utexamineras.
- Sveriges Husmodersföreningars Riksförbund (SHR) bildas.
- Ekonomihistorikern Eli Heckscher tvingar Sveriges riksbank att höja diskontot genom att uppmana allmänheten att lösa in sina sedlar mot guldmynt.
- Renbeteskonventionen inskränker de svenska samernas rätt till betesmarker i Norge.[17]
- I Sverige anställs Stockholms första skolsköterskor i Sofia, Katarina och Brännkyrka skolor.
- Läskedrycken Pommac lanseras.
- Karl Gerhard spelar sin första revy på Kabaré Fenix i Stockholm.
- Anders Örnes broschyr De sju grundsatserna utkommer.[18]
- Råsunda filmstad byggs.[19]
- Kvinnoorganisationen Jugoslavenski Zhenski Savez bildas i Jugoslavien.

## Födda

### Första kvartalet

#### Januari
- 1 januari
  - Carole Landis, amerikansk skådespelare. (död 1948)
  - J.D. Salinger, amerikansk författare. (död 2010)
- 5 januari – Jacques Laurent, fransk författare. (död 2000)
- 7 januari – Siddhi Savetsila, thailändsk politiker. (död 2015)
- 13 januari – Robert Stack, amerikansk skådespelare. (död 2003)
- 14 januari – Nathaniel Rochester, amerikansk forskare inom artificiell intelligens. (död 2001)
- 31 januari
  - Jackie Robinson, amerikansk basebollspelare. (död 1972)
  - Olof Sjöstrand, svensk stuntman och cirkusartist. (död 1999)
  - Annika Tretow, svensk skådespelare och konstnär. (död 1979)

#### Februari
- 5 februari – Red Buttons, amerikansk skådespelare. (död 2006)
- 7 februari – Gerd Mårtensson, svensk skådespelare. (död 2015)
- 10 februari – Clément Harari, fransk skådespelare. (död 2008)
- 11 februari – Rolf Bergh, svensk arkitekt. (död 2005)
- 17 februari – Allan Johansson, svensk pianist, kompositör, kapellmästare och sångare. (död 1991)
- 18 februari
  - Agneta Lagerfelt, svensk skådespelare. (död 2013)
  - Jack Palance, amerikansk skådespelare. (död 2006)
- 19 februari – Alla Sjelest, rysk ballerina och koreograf. (död 1998)
- 21 februari – Arne Augustsson, svensk skådespelare. (död 2005)
- 22 februari – Harry Kullman, svensk författare. (död 1982)
- 27 februari – Ulf Peder Olrog, svensk visdiktare. (död 1972)
- 28 februari – Teddy Rhodin, svensk balettdansör och koreograf. (död 2004)

#### Mars
- 2 mars
  - Tamara Toumanova, rysk ballerina. (död 1996)
  - Jennifer Jones, amerikansk skådespelare. (död 2009)
- 3 mars – Göte Arnbring, svensk skådespelare och dansare. (död 1993)
- 13 mars
  - Irina Baronova, rysk ballerina. (död 2008)
  - Sven Psilander, svensk skådespelare. (död 2008)
- 17 mars – Nat King Cole, amerikansk jazzmusiker. (död 1965)
- 22 mars – Eivor Landström, svensk skådespelare och teaterkonsulent. (död 2004)

### Andra kvartalet

#### April
- 6 april – Caren Marsh Doll, amerikansk skådespelare.
- 7 april – Ed Edmondson, amerikansk demokratisk politiker, kongressledamot 1953–1973. (död 1990)
- 8 april – Ian Smith, rhodenisk-zimbabwisk politiker, premiärminister 1964–1979. (död 2007)
- 11 april – Albertina Berkenbrock, brasiliansk jungfrumartyr. (död 1931)
- 13 april – Howard Keel, amerikansk skådespelare. (död 2004)
- 16 april
  - Merce Cunningham, amerikansk koreograf och dansare. (död 2009)
  - Roland Lundberg, svensk direktör och moderat politiker. (död 2007)
- 17 april – Chavela Vargas, mexikansk rancherasångare. (död 2012)
- 21 april – Don Cornell, amerikansk sångare. (död 2004)
- 22 april – Torsten Ehrenmark, svensk journalist, korrespondent, kolumnist, radiopratare och författare. (död 1985)
- 23 april
  - Oleg Penkovskij, sovjetisk överste, sedermera spion. (död 1963)
  - Ellen Bergman, svensk skådespelare, regissör, koreograf och teaterchef. (död 2007)
- 24 april – César Manrique, spansk konstnär och arkitekt. (död 1992)
- 30 april
  - Åke Hodell, svensk stridspilot, författare och konstnär. (död 2000)
  - Karin Nordgren, svensk skådespelare. (död 2001)

#### Maj
- 7 maj – Eva Perón, Evita Perón, argentinsk politiker och första hustru till president Juan Perón. (död 1952)
- 9 maj
  - Arthur English, brittisk skådespelare. (död 1995)
  - John Henry Kyl, amerikansk republikansk politiker, kongressledamot 1959–1965 och 1967–1973. (död 2002)
- 18 maj – Margot Fonteyn, brittisk ballerina. (död 1991)
- 31 maj
  - E.T. Mensah, ghanansk musiker. (död 1996)
  - Vance Hartke, amerikansk demokratisk politiker, senator 1959–1977. (död 2003)

#### Juni
- 5 juni – Lennart Hellsing, svensk författare. (död 2015)
- 7 juni – Roger Borniche, fransk kriminalförfattare och polis. (död 2020)
- 12 juni – Claude Marchant, amerikansk-svensk koreograf och dansare. (död 2004)
- 14 juni – Sam Wanamaker, amerikansk skådespelare och regissör. (död 1993)
- 15 juni – Hans Werthén, svensk industriman, ordförande i Electrolux.[9] (död 2000)
- 21 juni – Antonia Mesina, italiensk jungfru och martyr, saligförklarad 1987. (död 1935)
- 23 juni
  - Åke Fridell, svensk skådespelare. (död 1985)
  - Gunnar Nielsen, svensk skådespelare. (död 2009)
- 26 juni – Richard Neustadt, amerikansk historiker och statsvetare. (död 2003)

### Tredje kvartalet

#### Juli
- 3 juli – Hampe Faustman, svensk regissör och skådespelare. (död 1961)
- 4 juli – Gerd Hagman, svensk skådespelare. (död 2011)
- 8 juli – Walter Scheel, tysk politiker, förbundspresident och utrikesminister. (död 2016)
- 13 juli
  - William F. Quinn, amerikansk republikansk politiker. (död 2006)
  - Hans Theselius, svensk musiker. (död 1981)
- 14 juli – Eugene Allen, butler i Vita huset. (död 2010)
- 18 juli – Jayachamaraja Wodeyar Bahadur, indisk filosof, musikvetare, politisk teoretiker och filantrop, Mysores siste regerande maharaja 1940–1950. (död 1974)
- 19 juli – Curt Masreliez, svensk skådespelare. (död 1979)
- 26 juli – James Lovelock, brittisk författare, biokemist och uppfinnare. (död 2022)

#### Augusti
- 4 augusti – Michel Déon, fransk romanförfattare. (död 2016)
- 6 augusti – Eric Stolpe, svensk skådespelare, revyartist, textförfattare, sångare och journalist. (död 1990)
- 8 augusti – Dino De Laurentiis, italiensk filmproducent. (död 2010)
- 9 augusti – Freddy Albeck, dansk sångare och skådespelare. (död 1992)
- 25 augusti – Jarl Hamilton, svensk skådespelare. (död 1973)

#### September
- 13 september – Olle Anderberg, svensk brottare. (död 2003)
- 24 september
  - Dagmar Heurlin, svensk kammaråklagare och högerpolitiker. (död 2008)
  - Lennart Hyland, svensk radio- och TV-personlighet.[9] (död 1993)
- 26 september – Matilde Camus, spansk författare. (död 2012)
- 27 september
  - Erik Liebel, svensk skådespelare. (död 1987)
  - Charles H. Percy, amerikansk företagsledare och politiker. (död 2011)
- 28 september – Lenn Hjortzberg, svensk skådespelare och regiassistent. (död 1975)

### Fjärde kvartalet

#### Oktober
- 4 oktober – Herman Ahlsell, svensk regissör och skådespelare. (död 1994)
- 5 oktober – Donald Pleasence, brittisk skådespelare. (död 1995)
- 12 oktober – Ingrid Foght, svensk skådespelare. (död 1980)
- 19 oktober – Georg Adelly, svensk musiker, skådespelare och komiker. (död 1997)
- 22 oktober – Doris Lessing, brittisk författare. (död 2013)
- 26 oktober
  - Thomas Funck, svensk barnboksförfattare. (död 2010)
  - Mohammad Reza Pahlavi, iransk shah. (död 1980)

#### November
- 4 november – Joel Broyhill, amerikansk republikansk politiker, kongressledamot 1953–1974. (död 2006)
- 10 november
  - Michail Kalasjnikov, rysk vapenformgivare. (död 2013)
  - Moïse Tshombe, kongolesisk politiker, president av Kartanga 1960–1963. (död 1969)
- 14 november – Birgit Wåhlander, svensk skådespelare. (död 2000)
- 21 november
  - Olof Bergström, svensk regissör och skådespelare. (död 1984)
  - Gert Fredriksson, svensk kanotist med sex olympiska guldmedaljer.[9] (död 2006)
- 23 november – Kerstin Johansson i Backe, svensk författare. (död 2008)
- 26 november – Frederik Pohl, amerikansk science fiction-författare. (död 2013)

#### December
- 1 december – Karl-Erik Forsgårdh, svensk skådespelare. (död 1995)
- 9 december – E.K. Nayanar, indisk politiker. (död 2004)
- 10 december
  - Sven-Eric Johanson, svensk kompositör, medlem i Måndagsgruppen. (död 1997)
  - Harrison A. Williams, amerikansk demokratisk politiker, senator 1959–1982. (död 2001)
- 15 december – Åke Seyffarth, svensk idrottsman, (skridsko, cykel). (död 1998)
- 18 december – Stig Johanson, svensk skådespelare. (död 1986)
- 21 december – Ove Sprogøe, dansk skådespelare. (död 2004)
- 22 december – William S. Richardson, amerikansk demokratisk politiker och jurist. (död 2010)
- 23 december – Andrea Prader, schweizisk barnläkare och endokrinolog. (död 2001)
- 28 december – Mårten Larsson, svensk skådespelare. (död 2001)
- 31 december – Anna-Lisa Grundström, svensk författare och konstnär. (död 2011)

## Avlidna

### Första kvartalet

#### Januari
- 6 januari – Theodore Roosevelt, 60, amerikansk politiker, USA:s president 1901–1909.
- 15 januari
  - Karl Liebknecht, 47, tysk politiker (mördad).[4]
  - Rosa Luxemburg, 47, polsk-tysk socialistisk politiker av judisk härkomst (mördad).[4]
- 18 januari – Prins John av Storbritannien, 13, brittisk prins.
- 22 januari – Carl Larsson, 65, svensk konstnär (död efter slaganfall hemma i Sundborn[3]).

#### Februari
- 21 februari – Kurt Eisner, 51, tysk socialistisk politiker och revolutionsledare (mördad).
- 27 februari – George F. Edmunds, 91, amerikansk republikansk politiker, senator 1866–1891.

#### Mars
- 11 mars – Harald Fryklöf, 36, svensk tonsättare och organist.
- 21 mars – Otto Schrader, 63, tysk språkvetare.
- 27 mars – William Allen Sturge, 68, brittisk läkare.

### Andra kvartalet

#### April
- 10 april – Emiliano Zapata, 39, mexikansk revolutionsledare, mördad.
- 14 april – Halvord Lydell, 51, svensk privatlärare.
- 24 april – Camille Erlanger, 55, fransk tonsättare.
- 28 april – Albert Estopinal, 74, amerikansk demokratisk politiker och plantageägare, kongressledamot sedan 1908.

#### Maj
- 6 maj – L. Frank Baum, 62, amerikansk författare.
- 14 maj – Enoch Thulin, 37, svensk flygpionjär (flygolycka).[20]
- 21 maj – Leonard Holmström, 78, svensk geolog och folkhögskoleföreståndare.
- 29 maj – Robert Bacon, 58, amerikansk republikansk politiker och diplomat, USA:s utrikesminister 1909.

#### Juni
- 29 juni – Aleksandr Ragoza, 61, rysk militär.
- 30 juni – John William Strutt, 76, brittisk fysiker, nobelpristagare.

### Tredje kvartalet

#### Juli
- 2 juli – Friedrich Soennecken, 70, tysk uppfinnare.

#### Augusti
- 3 augusti – Josef Kohler, 70, tysk jurist.
- 9 augusti
  - Ernst Haeckel, 85, tysk zoolog och naturfilosof.
  - Ruggiero Leoncavallo, 62, italiensk operakompositör.
- 11 augusti – Andrew Carnegie, 83, amerikansk finansman.
- 13 augusti – Gustaf Windahl, 58, svensk provinsialläkare och riksdagsman.
- 14 augusti – Gösta Sandels, 32, svensk målare.
- 24 augusti – Emil Hildebrand, 70, svensk historiker och riksarkivarie.

#### September
- 5 september – Aleksandr Bulygin, 68, rysk politiker, inrikesminister 1905.
- 27 september – Adelina Patti, 76, italiensk-amerikansk sopran.

### Fjärde kvartalet

#### Oktober
- 6 oktober – Ricardo Palma, 86, peruansk författare.
- 11 oktober – Karl Gjellerup, 62, dansk författare, nobelpristagare.
- 15 oktober – Adolf W. Edelsvärd, 95, svensk arkitekt.
- 22 oktober
  - Edvard Evers, 66, svensk kyrkoherde i Norrköping.
  - Joseph P. Newsham, 82, amerikansk republikansk politiker, kongressledamot 1868–1869 och 1870–1871.

#### November
- 9 november – Eduard Müller, 70, schweizisk president.

#### December
- 9 december – Alfred Dalin, 64, svensk skolman.
- 13 december – Woldemar Voigt, 69, tysk fysiker.
- 16 december – Luigi Illica, 62, italiensk librettist.
- 28 december – Johannes Rydberg, 65, svensk fysiker.
- 29 december – William Osler, 70, kanadensisk läkare.

## Nobelpris[21]
- Fysik – Johannes Stark, Tyskland
- Kemi - Inget pris utdelades
- Medicin – Jules Bordet, Frankrike
- Litteratur – Carl Spitteler, Schweiz
- Fred – Woodrow Wilson, USA

### Fotnoter
1. 1 2 3 4 5 6 7 8  100 år med Aftonbladet – 1919, 1999
2. ↑  ”World Statesmen (läst 2 april 2011)”. http://www.worldstatesmen.org/Norway_counties.html.
3. 1 2 3 4 5 6 7 8 9 10 11 12 13 14  20:e århundrades När Var Hur – 1919, Bernt Himmelstedt, Forum, 1999
4. 1 2 3 4 5  Faktakalendern 2000 – 1919 (Utlandet), Semic, 1999
5. ↑  Faktakalendern 2000 – 1919 (Sverige), 1999
6. 1 2 3 4 5 6 7 8  Sverige 1900-talet – 1919, NE, Bra Böcker, 2000
7. ↑  ”Adoption of the Gregorian calendar”. http://www.sizes.com/time/cal_Gregadoption.htm.
8. ↑  100 år med Aftonbladet – Konstruktören föll ur planet 1999
9. 1 2 3 4 5 6 7 8 9 10 11 12 13 14 15 16  Hundra år i Sverige – 1919, Hans Dahlberg, Albert Bonniers, 1999
10. ↑  ”Eclipse that Changed the Universe – Einstein's Theory of Relativity”. http://www.firstscience.com/site/articles/coles.asp.
11. 1 2 3 4 5  ”USA:s militära insatser i utlandet”. Arkiverad från originalet den 13 maj 2017. https://web.archive.org/web/20170513130032/http://www.au.af.mil/au/awc/awcgate/crs/rl30172.htm. Läst 26 december 2016.
12. ↑  75 år Sverige, Carl-Adam Nycop, Bokförlaget Bra böcker, 1976, sidan 63 - Luftfarten inleds
13. ↑  ”Chicago Public Library Archive”. Arkiverad från originalet den 27 september 2006. https://web.archive.org/web/20060927013551/http://www.chipublib.org/004chicago/disasters/dirigible_crash.html.
14. ↑  ”Azerbaijani Foreign Ministry official: result of overcoming obstacles by first Azerbaijani diplomats was international recognition in Versailles”. http://today.az/news/politics/53534.html. Today.az
15. ↑  Höjer, Henrik (2009). Al Capone - Gangstern och den amerikanska drömmen. Albert Bonniers Förlag. sid. 58-60. ISBN 9789100119096
16. ↑  Sverige 1900-talet – Fädernas kyrka - kärast bland samfund?, NE, Bra Böcker, 2000
17. ↑  ”Skrivelse 2004/05:79 Upphörande av 1972 års svensk-norska renbeteskonvention”. https://www.riksdagen.se/sv/dokument-lagar/dokument/skrivelse/upphorande-av-1972-ars-svensk-norska_GS0379. Läst 10 januari 2009. Sveriges Riksdag. riksdagen.se.
18. ↑  Sverige 1900-talet – KF en folkrörelse med ideal, NE, Bra Böcker, 2000
19. ↑  Sverige 1900-talet – Med svenskheten i högsätet, NE, Bra Böcker, 2000
20. ↑  100 år med Aftonbladet – Konstruktören föll ur planet, 1999
21. ↑  ”Nobelpriset”. https://www.nobelprize.org/prizes/lists/all-nobel-prizes/. Läst 10 april 2011.